# (277475) 2005 WK4
(277475) 2005 WK4 es un asteroide que forma parte de los asteroides Apolo, descubierto el 27 de noviembre de 2005 por el equipo del Siding Spring Survey desde el Observatorio de Siding Spring, Nueva Gales del Sur, Australia.

## Designación y nombre
Designado provisionalmente como 2005 WK4.

## Características orbitales
2005 WK4 está situado a una distancia media del Sol de 1,010 ua, pudiendo alejarse hasta 1,250 ua y acercarse hasta 0,7706 ua. Su excentricidad es 0,237 y la inclinación orbital 9,843 grados. Emplea 371,098 días en completar una órbita alrededor del Sol.

## Características físicas
La magnitud absoluta de 2005 WK4 es 20,1.